# Bundesautobahn 602
Pour les articles homonymes, voir A602 et Autoroute A602.
La Bundesautobahn 602 est une Bundesautobahn dans le Land de Rhénanie-Palatinat.

## Géographie
L'A 602 commence au carrefour de Trèves et sert de liaison entre l'agglomération de Trèves et la Bundesautobahn 1 au niveau de l'échangeur de la vallée de la Moselle. Jusqu'en mars 2007, les sorties autoroutières n'étaient pas numérotés, contrairement à la plupart des sorties en Allemagne.
La sortie de Longuich forme avec l'échangeur de la vallée de la Moselle un seul carrefour autoroutier. C'est pourquoi les deux sont toujours signalés ensemble.
En 2006, le viaduc de Schweich, long de 800 m, est entièrement rénové le long d'un rocher près de la Moselle, près de Schweich.

## Histoire
L'A 602 est une conversion de la Bundesstraße 49 entre Schweich et Trèves.